# Arsuf

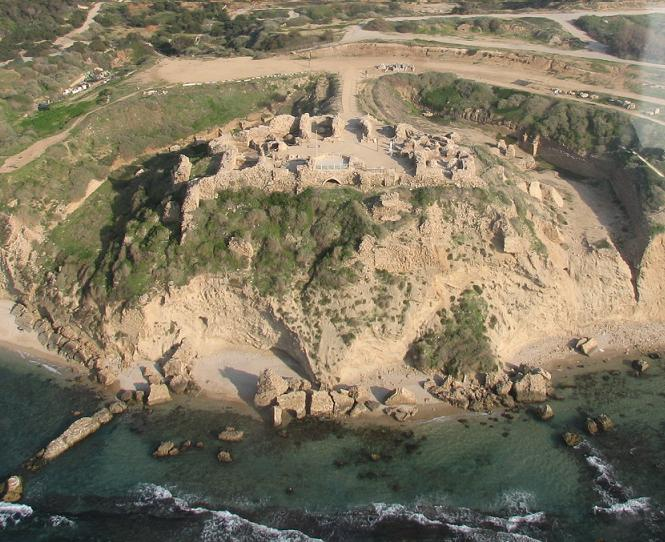
La fortalesa dels croats d'Arsuf.

Arsuf (en hebreu אַרְסוּף, ארשוף; en àrab أرسوف, Arsūf) també Arsur o Apollonia, fou una antiga fortalesa avui a Israel, uns 16 km al nord de Tel-Aviv. El lloc (Tell Arsuf) fou excavat després de 1994 i el 2002 fou convertit en el Parc Nacional d'Apollonia. Una nova vila de nom Arsuf fou construïda el 1995 una mica al nord.
La ciutat fou fundada pels fenicis vers el segle vi aC amb el nom d'Arshuf agafat de Reseph (Resef), la deessa cananea de la fertilitat. Com la resta de Fenícia va passar a l'Imperi Persa i administrada des de Sidó; la seva producció principal era la porpra obtinguda dels mol·lusc murex, que s'exportava cap a Grècia. Va passar al regne de Macedònia sota Alexandre el Gran (332 aC) i després del 301 aC fou part dels dominis dels ptolemeus i de l'Imperi Selèucida sota els quals va portar el nom d'Apol·lònia (Apollonia), ja que els grecs identificaven a Resef amb Apol·lo.
Sota domini romà la ciutat va créixer i fou un establiment important entre Jaffa i Cesarea Marítima a la via de la costa. El 133 fou destruïda per un terratrèmol però es va recuperar; es va construir el port i el comerç amb Itàlia i Àfrica del nord es va desenvolupar. Encara va créixer més sota el domini romà d'Orient fins a cobrir una superfície de 28 hectàrees. Era la segona ciutat de la zona després de Cesarea i disposava d'una església molt elaborada i indústria del vidre.
El 640 fou capturada pels àrabs i va recuperar el nom d'Arsuf. La vila va disminuir de mesura fins a 9 hectàrees; fou integrada a la província de Filastin i es va construir una muralla per fer front als atacs romans d'Orient des del mar; es va desenvolupar la producció de ceràmiques i terrisses. El 809, a la mort d'Harun ar-Raixid, la comunitat local de samaritans fou aniquilada i la seva sinagoga destruïda.
El 1101 va caure en mans dels croats de Balduí I de Jerusalem amb el suport de la flota genovesa i va rebre el nom d'Arsur; les muralles foren restaurades i fou centre de la senyoria d'Arsur, feu del regne de Jerusalem. Saladí la va conquerir el 1187 i una batalla entre aquest i Ricard Cor de Lleó es va produir prop de la ciutat el 6 de setembre de 1191 i la ciutat fou ocupada pels croats l'endemà i reconeguda als croats per la treva del 1192.
Joan d'Ibelin, senyor de Beirut (1177—1236) esdevingué senyor d'Arsur el 1207 pel seu matrimoni amb Melisenda d'Arsur que tenia llavors uns 35 anys. El seu fill comú Joan d'Arsuf (1211—1258, senyor 1236-1258) va heretar la senyoria; va iniciar l'arranjament de les muralles i la construcció d'una fortalesa i un nou port 1242. El 1258 el va heretar el seu fill Balian d'Arsur (1239-1277, senyor 1258-1265) que va deixar el govern el 1261 als Cavallers Hospitalaris. El 29 d'abril de 1265 el mameluc Baybars la va conquerir després d'un setge de 40 dies i les muralles i la fortalesa foren destruïts per evitar un retorn dels croats. El lloc va quedar llavors abandonat.